# John Serry junior
John Serry junior (* 19. Januar 1954 in New York City als John Serrapica junior) ist ein amerikanischer Jazzmusiker (Piano, Keyboards, Perkussion) und Komponist.

## Leben und Wirken
Serry stammt aus einer musikalischen Familie; sein Vater war der italienischstämmige Musiker John Serry senior. Serry lernte zunächst bei seinem Vater vom vierten bis zum elften Lebensjahr Akkordeon. Er studierte Piano, Perkussion und Komposition an der Eastman School of Music bei Bill Dobbins, Ray Wright, Chuck Mangione und John Beck (Bachelor und Masterabschluss). 1976 ging er nach Los Angeles, um als Studiomusiker zu arbeiten und wurde Mitglied der Fusionband Auracle, mit der er international tourte und Alben veröffentlichte.
1979 legte er auf Chrysalis Records sein Debütalbum unter eigenem Namen vor, Exhibition. Für das Arrangement des dort enthaltenen Stücks Sabotage (mit Bob Sheppard, Barry Finnerty, Jimmy Johnson, Gordon Johnson, Gordon Gottlieb, Carlos Vega) wurde er 1980 für einen Grammy nominiert. Sein zweites Album Jazziz (1980 Chrysalis Records) erhielt ausgezeichnete Kritiken (nach dem Album benannte sich später auch die gleichnamige Zeitschrift). In den Folgejahren war er vor allem in den Studios aktiv und komponierte zunehmend, trat aber auch in kalifornischen Jazzclubs auf und tourte mit Doc Severinsen.
Zwischen 1988 und 1991 war Serry als Hochschullehrer für das Jazzprogramm der University of South Carolina verantwortlich. 1991 kehrte er nach New York zurück, wo er als Komponist und als Pianist in Broadway-Shows tätig war. Er gründete ein neues Quartett, mit dem er in den einschlägigen Clubs auftrat; dazu gehörten als Saxophonist Gerry Niewood, Ralph Bowen oder Ted Nash, als Bassist Anthony Jackson oder Tom Brigandi sowie John Riley, Marvin Smitty Smith oder Gordon Gottlieb.
Erst 1996 folgte sein drittes Album, das gleichfalls von der Kritik besonders gewürdigt wurde. Weiterhin führte er als Perkussionist
Strawinskys Les Noces im Lincoln Center auf (unter Leitung von Robert Craft). 2002 und 2003 war Serry als stellvertretender musikalischer Leiter verschiedener Musicals auf Europatournee.
2004 zog er nach London, wo er sein Quartett mit Dave O’Higgins, Mark Mondesir sowie Mike Mondesir bzw. Sam Burgess neu besetzte und zahlreiche Konzerte spielte. Das resultierende Album The Shift aus dem Jahr 2006 wurde erst 2013 veröffentlicht. Weiter trat er mit Patti Austin, der BBC Big Band, Kyle Eastwood und der 606 Big Band auf und lehrte an der Royal Academy of Music. Nach Aufenthalten in Spanien und Tschechien ließ er sich 2009 in Italien nieder, wo er ein Trio gründete, als Gastprofessor und als Komponist tätig war.
Zu seinen Kompositionen gehören Conversations for Timpani Duo, Duet for Percussion and Keyboards, Rhapsody for Marimba und Therapy (for multiple percussion soloist).

## Preise und Auszeichnungen
Serry errang 1995 den Grand Prize in the JAZZIZ magazine Keyboards on Fire pianist/composer competition.